# 尖齿百脉根
尖齿百脉根（学名：Lotus angustissimus）为豆科百脉根属下的一个种。

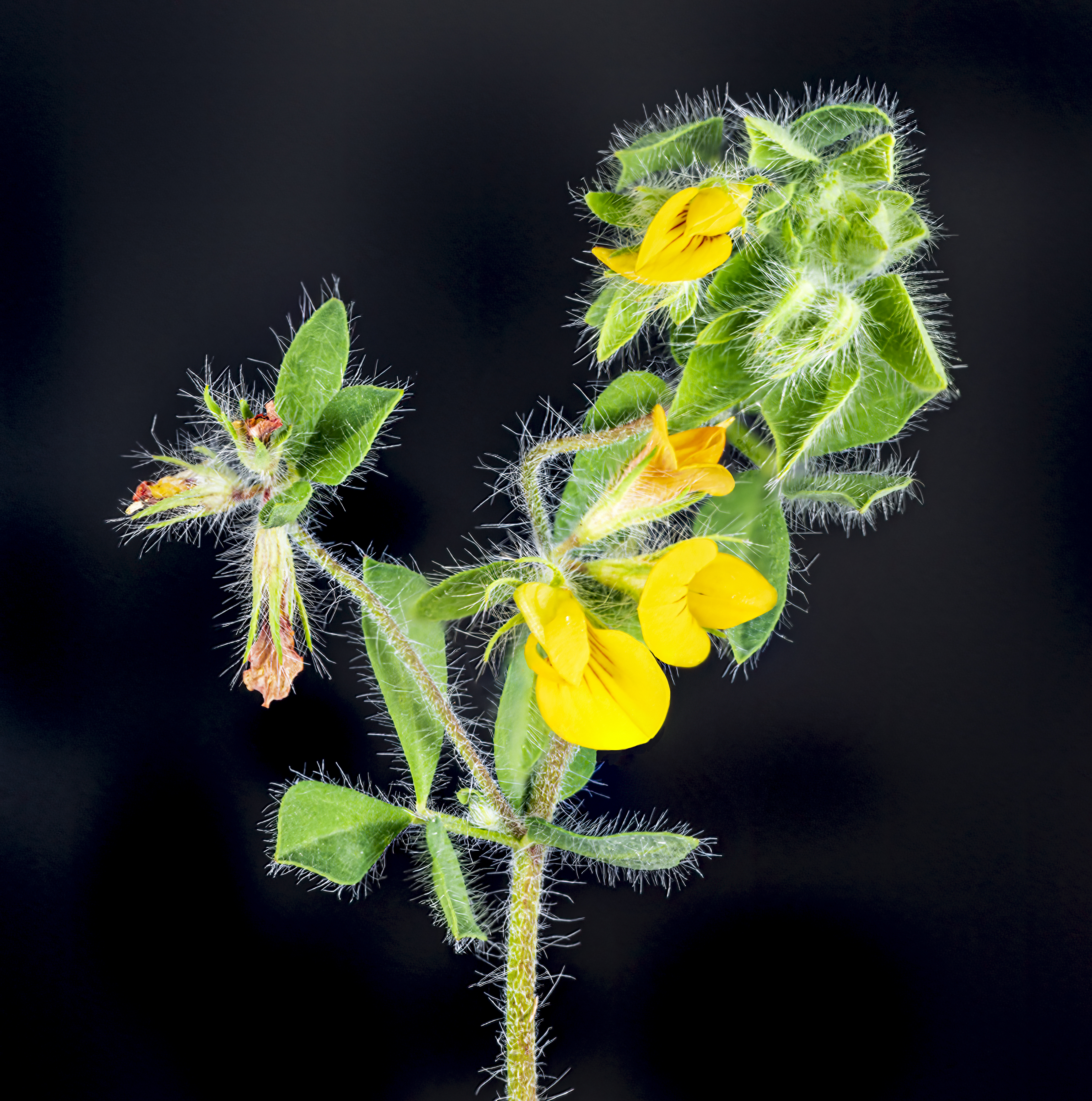
花和葉
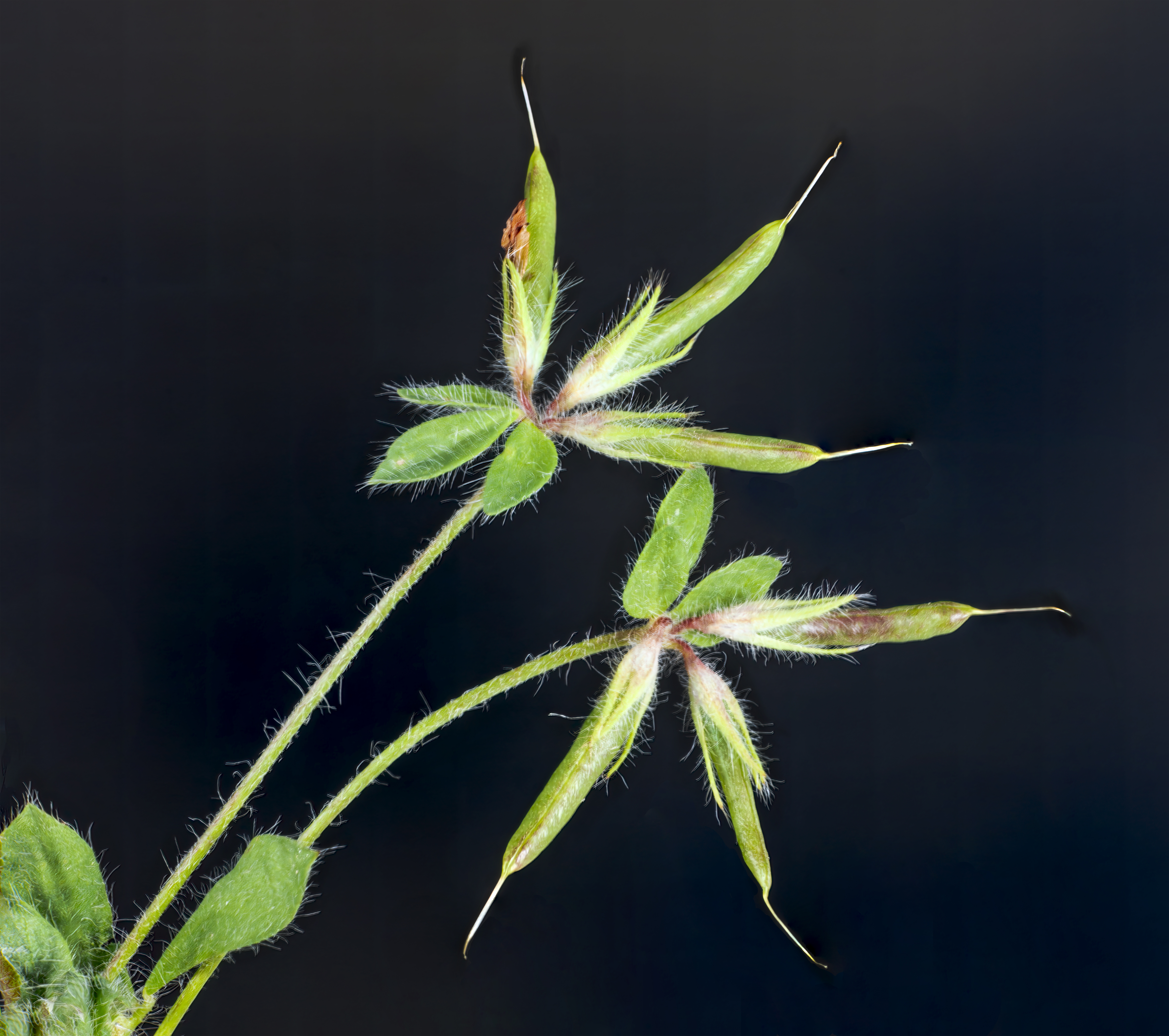
未成熟的水果

## 扩展阅读
- 維基物種上的相關：尖齿百脉根